# Landhaus Baur
Das Landhaus Baur ist ein denkmalgeschütztes Gebäude an der Elbchaussee in Hamburg-Nienstedten. Aufgrund der Bauform wird es auch als „Elbschlösschen“ bezeichnet.

## Beschreibung und Geschichte
Der Altonaer Kaufmann und Bankier Johann Heinrich Baur (1767–1807) erwarb 1803 und 1806 das Landstück zwischen heutiger Elbschloßstraße, Christian-F.-Hansen-Straße und Elbchaussee und ließ darauf von Christian Frederik Hansen, einem Vertreter des dänischen Klassizismus, ein Gartenhaus nach dem Vorbild des Pantheon in Rom und norditalienischen Renaissancevillen des Andrea Palladio errichten. Die Parkanlage wurde von dem französischen Architekten Joseph Ramée gestaltet. Nach dem frühen Tod von Johann Heinrich Baur kaufte sein jüngerer Bruder und Geschäftspartner Georg Friedrich Baur 1807 das Gebäude.
Das seit 1941 unter Denkmalschutz stehende Landhaus hat helle schlichte Putzfassaden, gerade Fensterverdachungen, einen ionisch angeordnete Säulenportikus und Reliefmedaillons. Der würfelförmige Bau umfasst, ähnlich der Villa Rotonda, eine zweigeschossige runde Mittelhalle mit einer zehn Meter hohen Kuppel mit Oberlicht. Die Halle ist verziert mit korinthisch angeordneten Pilastern und Statuen, die in halbrunden Nischen stehen. Die 20 Zimmer des 600 m² großen Hauses wurden von 2002 bis 2003 für zwei Millionen Euro durch Alk Arwed Friedrichsen originalgetreu restauriert. Dabei erhielt die Mittelhalle einen Anstrich mit pastellig abgetönten Erdfarben. Die Fußböden sind aus Carrara-Marmor. 1943 war eine Bombe in das Gebäude eingeschlagen. Um den Zusammenhang zur umgebenden Natur wiederherzustellen, wurden im Zuge der Restaurierungsarbeiten ein 1960 erbautes Doppelwohnhaus sowie ein Teil der benachbarten Mälzerei abgerissen, der sich von Süden bis acht Meter dem Landhaus näherte.

## Nutzung
Das Gelände mitsamt Gebäuden wurde 1882 an die Elbschloss-Brauerei veräußert, die es bis zur Schließung des Betriebs 1997 als Verwaltungsgebäude nutzte. Seit 2000 ist das Gebäude im Besitz der Hermann Reemtsma Stiftung, die dort ihren Sitz hat.